# (570) Kythera
(570) Kythera – planetoida z pasa głównego asteroid okrążająca Słońce w ciągu 6 lat i 118 dni w średniej odległości 3,42 j.a. Została odkryta 30 lipca 1905 roku w Landessternwarte Heidelberg-Königstuhl w Heidelbergu przez Maxa Wolfa. Nazwa planetoidy pochodzi od greckiej wyspy Kíthira, położonej na Morzu Śródziemnym. Przed nadaniem nazwy planetoida nosiła oznaczenie tymczasowe (570) 1905 QX.